# Angela Finger-Erben

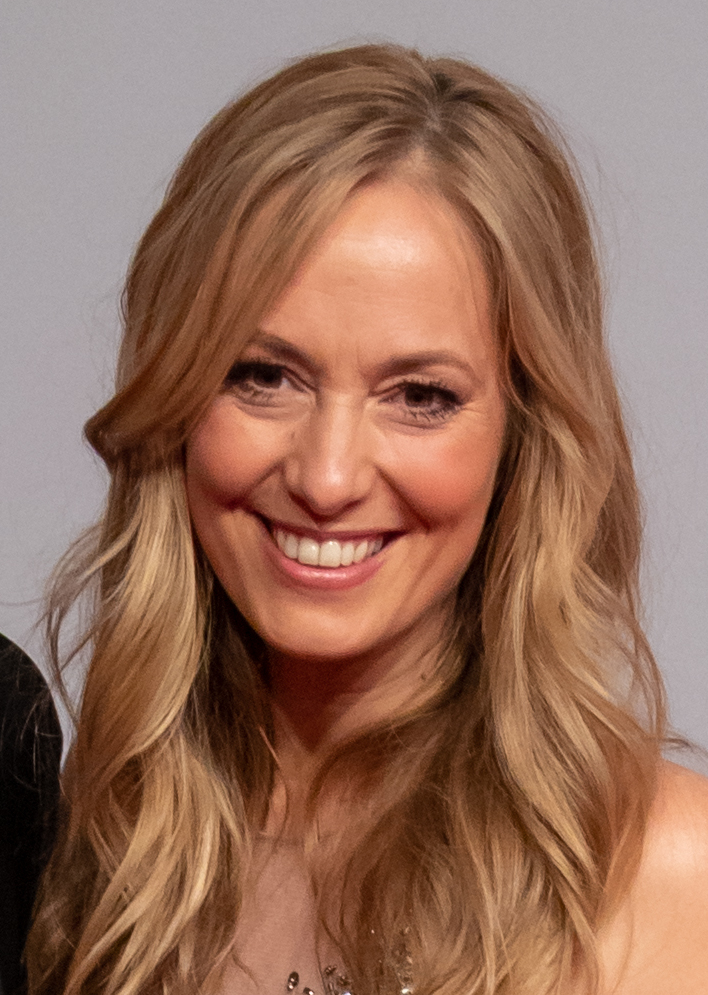
Angela Finger-Erben (2019)

Angela Finger-Erben (* 2. Februar 1980 in Nürnberg) ist eine deutsche Fernsehmoderatorin bei RTL.

## Leben
Finger-Erben wuchs zusammen mit ihrer zwei Jahre älteren Schwester, der BR-Radiomoderatorin Claudia Finger-Erben, im mittelfränkischen Rednitzhembach auf.
Nach dem Abitur im Jahr 2000 am Gymnasium Roth und einer Berufsausbildung zur Werbekauffrau in Nürnberg studierte Finger-Erben ab 2002 an der Hochschule Mittweida Medienmanagement. Während eines Auslandssemesters in den USA war sie an der Spielfilmproduktion Lost als Regieassistentin und Komparsin beteiligt.
Von 2006 bis 2012 war sie mit Simon Gosejohann liiert. Im Juni 2016 heiratete sie den Sportjournalisten Jens Diestelkamp, einen Monat später kam die erste Tochter der beiden zur Welt, im August 2019 wurde ihre zweite Tochter geboren.

## Karriere

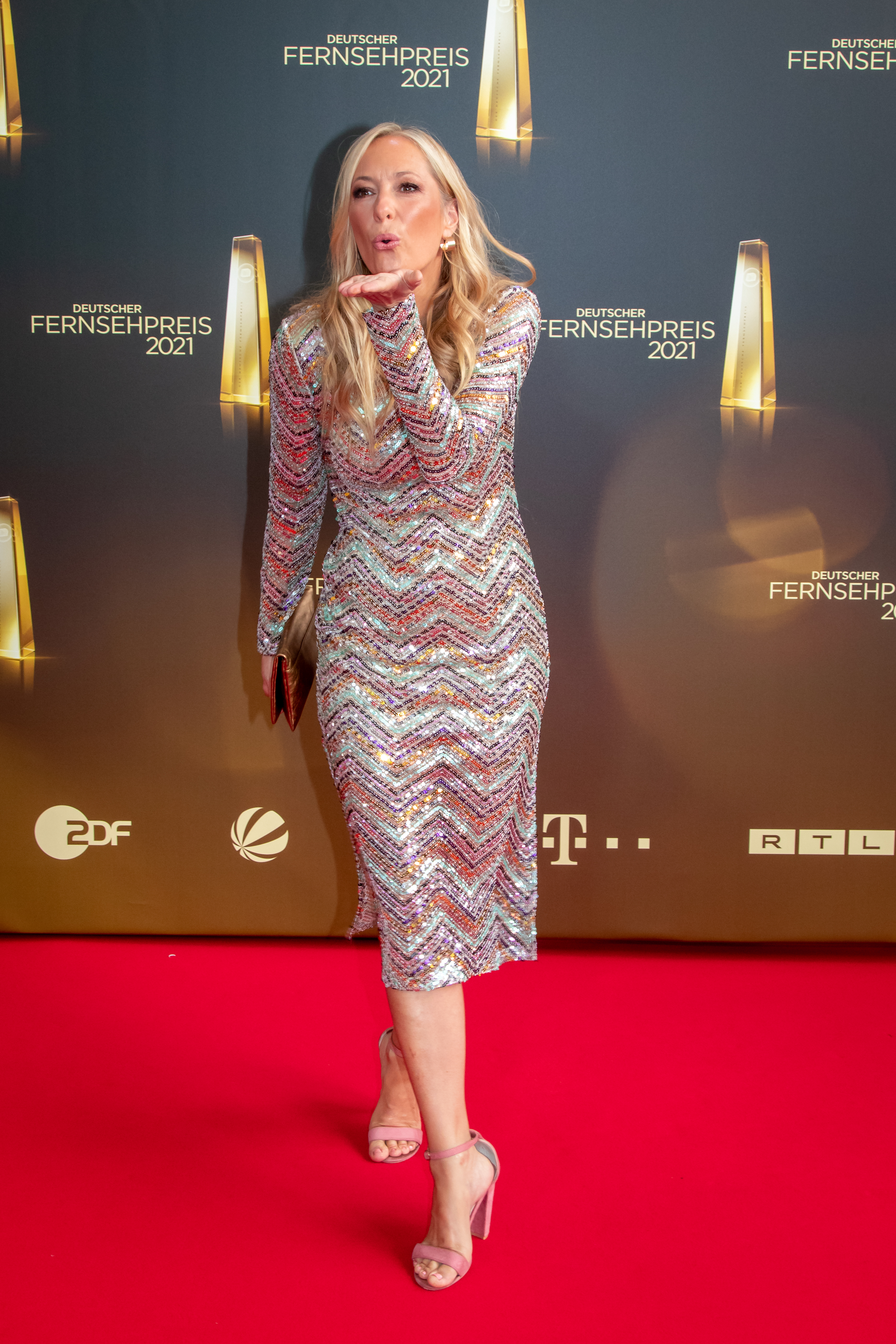
Angela Finger-Erben (2021)

Ab 2006 arbeitete Finger-Erben für RTL West und Exclusiv – Das Starmagazin als Redakteurin und Reporterin. Später wirkte sie bei Punkt 12 mit.
Von März 2009 bis August 2013 moderierte sie, meist im Doppel mit Wolfram Kons, Punkt 6 und Punkt 9. Von August 2013 bis zu dessen Absetzung im Februar 2022 präsentierte sie das RTL-Morgenmagazin Guten Morgen Deutschland. Seit März 2022 präsentiert sie die Neuauflage der Magazine Punkt 6, Punkt 7 sowie Punkt 8.
2011 war Finger-Erben in der Serie Doctor’s Diary zu sehen. Dort verkörperte sie sich selbst. Vom 25. August 2014 an moderierte Finger-Erben die wochentägliche Call-In-Dating-Show Bei Anruf Liebe auf RTL, welche aufgrund der instabilen Quoten eingestellt wurde. Die letzte Folge wurde am 12. September 2014 ausgestrahlt.
Von 2015 bis zu deren Absetzung 2022 moderierte sie die RTL-Sendung Best of...!. Außerdem moderiert sie seit 2018 den Livetalk Ich bin ein Star – Die Stunde danach, der nach jeder Folge von Ich bin ein Star – Holt mich hier raus! auf RTL (bis 2020 auf RTLplus) ausgestrahlt wird. 2022 ist sie vollständig ins RTL-Hauptprogramm gewechselt. In der Show kommentiert sie live mit jeweils drei Gästen die vorher auf RTL ausgestrahlte Folge des Dschungelcamps.
Außerdem moderierte sie von Staffel 3 bis 5 das Wiedersehen von Das Sommerhaus der Stars am Ende der jeweiligen Staffel. 2019 und 2020 präsentierte sie bei RTL und RTL+ das Reality-Format Temptation Island, 2019 auch Prince Charming – Das große Wiedersehen sowie 2020 Paradise Hotel. Darüber hinaus wirkte sie als Sprecherin in den Kurzgeschichten auf dem Hörbuch „Mehr vom Leben“ mit.

## Moderationen

### Derzeitige/Fortlaufende
- seit 2018: Ich bin ein Star – Die Stunde danach (RTL)
- seit 2022: Punkt 6, Punkt 7, Punkt 8 (RTL)

### Ehemalige/Einmalige
- 2009–2013: Punkt 9 (RTL)
- 2013–2022: Guten Morgen Deutschland (RTL)
- 2014: Bei Anruf Liebe (RTL)
- 2015–2022: Best of...! Deutschlands schnellste Rankingshow (RTL)
- 2018: Mein verborgener Wunsch (RTL)
- 2018–2020: Das Sommerhaus der Stars – Das große Wiedersehen (RTL)
- 2019: 35 Jahre RTLplus – Der große Kultabend (RTLup)
- 2019–2020: Temptation Island (RTL)
- 2019: Prince Charming – Das große Wiedersehen (RTL+ & VOX)
- 2020, 2022: Ich bin ein Star – Holt mich hier raus! Die große Dschungelparty (RTL)
- 2020: Ostern mit Dir – Wir bleiben zusammen (RTL)
- 2020: Paradise Hotel (RTL)
- 2022: Changing Rooms (RTL Zwei)
- 2023–2024: Ich bin ein Star – Holt mich hier raus! Der Countdown zum Finale (RTL)
- 2023–2024: Schwiegertochter gesucht (RTL)
- 2024: Ich bin ein Star – Holt mich hier raus! Die gnadenlose Wochenbilanz (RTL)

## Sonstige Fernsehauftritte
- 2011: Doctor’s Diary (RTL)
- 2015, 2022, 2023, 2024: Mario Barth deckt auf! (RTL)
- 2015: Die Reisechecker (RTL)
- 2016: Jungen gegen Mädchen (RTL)
- 2018, 2019: Mario Barth räumt auf! (RTL)
- 2018: Mario Barth präsentiert: Die Wahrheit über Mann und Frau (RTL)
- 2019: Promi Shopping Queen (VOX)
- 2020, 2021, 2023: Ninja Warrior Germany Promi-Special (RTL)
- 2022: RTL Turmspringen (RTL)
- 2023: Murmel Mania (RTL)
- 2024: Splash! Das Promi-Pool-Quiz (RTL)